# Associazione Calcio Edera Trieste 1951-1952
Questa voce raccoglie le informazioni riguardanti l'Associazione Calcio Edera Trieste nelle competizioni ufficiali della stagione 1951-1952.

## Rosa
| N. |                   | Ruolo | Calciatore  |
| -- | ----------------- | ----- | ----------- |
|    | Italia (bandiera) | P     | M. Brazzami |
|    | Italia (bandiera) | A     | B. Canziani |
|    | Italia (bandiera) | A     | R. Colombin |
|    | Italia (bandiera) | D     | L. Cuschiè  |
|    | Italia (bandiera) | D     | A. Flegar   |
|    | Italia (bandiera) | A     | F. Fonda    |
|    | Italia (bandiera) | A     | V. Gerin    |
|    | Italia (bandiera) | A     | R. Jaksetic |

| N. |                   | Ruolo | Calciatore |
| -- | ----------------- | ----- | ---------- |
|    | Italia (bandiera) | D     | R. Locchi  |
|    | Italia (bandiera) | P     | F. Potasso |
|    | Italia (bandiera) | C     | G. Siard   |
|    | Italia (bandiera) | C     | L. Siega   |
|    | Italia (bandiera) | C     | G. Sussel  |
|    | Italia (bandiera) | A     | Mario Uxa  |
|    | Italia (bandiera) | P     | G. Vagaia  |